# Southport
Southport é uma cidade litorânea no distrito metropolitano de Sefton, em Merseyside, Inglaterra, Reino Unido. Fica na planície costeira de West Lancashire e na costa leste do Mar da Irlanda, a aproximadamente 27 quilômetros ao norte de Liverpool e 24 quilômetros a sudoeste de Preston. No censo de 2021, Southport tinha uma população de 94 421, tornando-se o décimo primeiro assentamento mais populoso do noroeste da Inglaterra e o terceiro assentamento mais populoso da região da cidade de Liverpool.
A cidade foi fundada em 1792 por William Sutton, um estalajadeiro de Churchtown, que construiu uma casa de banhos no que hoje é o extremo sul da Lord Street. A área era anteriormente conhecida como South Hawes, era escassamente povoada e dominada por dunas de areia. A área se tornou popular entre os turistas devido ao fácil acesso pelo Canal de Leeds e Liverpool e em 1848 tinha uma conexão ferroviária. O resort cresceu rapidamente durante a era vitoriana e contém exemplos de arquitetura e planejamento urbano deste período histórico. A Lord Street foi desenvolvida como uma rua comercial ampla e arborizada e atrações como o Southport Pier, que é o segundo maior píer de lazer à beira-mar nas Ilhas Britânicas  foram construídas. Uma característica particular da cidade é o extenso plantio de árvores. Essa foi uma das condições exigidas pela família Hesketh quando disponibilizou terras para desenvolvimento no século XIX. O Parque Hesketh, no extremo norte da cidade, recebeu o nome deles, tendo sido construído em um terreno doado pelo Rev. Charles Hesketh.
Extensas dunas de areia se estendem por vários quilômetros de Woodvale até Birkdale, ao sul da cidade. As dunas de areia de Ainsdale foram designadas como reserva natural nacional e sítio Ramsar. A fauna local inclui o sapo-corredor e o lagarto-ágil. Southport sedia eventos, incluindo um show aéreo anual na praia e sobre ela, o maior show independente de flores do Reino Unido no Victoria Park e o Campeonato Britânico de Fogos de Artifício Musicais. A cidade fica no centro da "Costa do Golfe" da Inglaterra, e sediou o Aberto Britânico de Golfe no Royal Birkdale Golf Club.